# Casa Bravo
La Casa Bravo és una obra de Palafrugell (Baix Empordà) inclosa a l'Inventari del Patrimoni Arquitectònic de Catalunya.

## Descripció
La casa Bravo està situada entre la plaça del promontori i el carrer Celebàntic, al nucli de Llafranc.
És un edifici de planta rectangular i coberta de teula a dues vessants, amb el carener paral·lel a la línia de façana, coronada per una balustrada decorativa. Consta de dues plantes; als baixos hi ha dues portes d'accés i finestrals rectangulars. Al pis hi ha una balconada, amb quatre obertures d'arc rebaixat. L'interior ha conservat la distribució original.

## Història
Es tracta d'un dels primers edificis bastits al nucli de LLafranc com a casa d'estiueig, desenvolupat com a barri residencial des del segle xix.